# 大怪獸格鬥 超銀河傳說 THE MOVIE
《大怪獸格鬥 超銀河傳說 THE MOVIE》（日語：大怪獣バトル ウルトラ銀河伝説 THE MOVIE），是於2009年12月12日由华纳兄弟电影发行上映，圆谷制作公司制作的特摄电影作品。並先後涩谷东急、新宿米兰、新宿武藏野馆、池袋等日本全国各地上映。宣传语是“恢复!!银河之光”（とりもどせ!!銀河の光）。

## 概要
本作是2007年特攝節目《超級銀河大怪獸格鬥》的電影化作品，並以「M78星雲光之國」為舞臺，因有外資華納兄弟金援，並加入大量CG特技以及吊鋼絲的精彩武打，以先是以前作《超人力霸王梅比斯外传 亡灵复活》作為電影序章，講述「M78星雲光之國」的歷史，在此作中不但登場了梅比斯、超人兄弟等多名超人戰士，同時在電影中也首次登場第一位變質的邪惡戰士-「超人力霸王貝利亞」，及超人七號的兒子，也是光之國的全新戰士「超人力霸王傑洛」作為電影中的一大看點。
此外在本作中則再次對M78星雲光之國的世界設定在進行再築購的全新設定，也在電影中交代了宇宙警衛隊隊長超人力霸王之父及銀十字軍隊長的超人力霸王之母的真實名字，曾作為在海外播放的《超人力霸王USA》《超人力霸王葛雷》、《超人力霸王帕瓦德》，OV版的《超人力霸王涅歐斯》，2005年播放的特攝劇集《超人力霸王馬克斯》等作品中登場的多名超人戰士也在本作作為客串式的登場。而前任日本內閣總理大臣的小泉純一郎也被受邀參與此電影的演出，並擔任著超人力霸王尊王的聲優。
另外，本作也解開了1997年作品《超人力霸王帝納》中，主角「飛鳥真」在結局之後的去向。

## 故事大綱
在距離地球300萬光年以外的，則是被釋放出耀眼光輝的等離子火花塔包圍，超人力霸王戰士們的故鄉「M78星雲光之國」，
而想要以黑暗覆蓋這閃亮光輝的邪惡戰士-超人力霸王貝利亞從宇宙牢獄被釋放出來！隨著超人戰士一個個倒下！曾經的強敵怪獸們也陸續回歸，全宇宙的危機迫近！
滿身創傷的超人力霸王梅比斯和雷一行人，究竟能不能打倒率領大怪獸軍團的貝利亞，奪回銀河之光呢？
而此刻在遙遠的K76星球，一個具有無限潛力的全新戰士正激烈進行著嚴刻的訓練...

## 日本国外上映

### 中国大陆
本作品于2011年5月13日以《宇宙英雄之超银河传说THE MOVIE》为标题，在中国各地的1000多家电影院上映。是过去在中国上映的日本电影历史上，上映规模最大的一次，上映后三天内的票房成绩为1420万人民币（约等于1亿7040万日元）票房排名该年电影上映榜第4位，是在中国内地上映的日本电影中较为成功的一部。

### 臺灣
臺灣则于2012年發行DVD《怪獸大戰爭 超銀河傳說》並在『高雄電影節』上映。

## 登场角色

### ZAP SPACY
2007年特攝節目《超級銀河大怪獸格鬥》中登場的主角團隊，是為了開拓未知行星而成立的組織。
組織成員並擔當著不同的工作，其中日向浩船長所帶領的小隊就是一支負責運輸物資的小隊。
| 角色             | 演員     | 配音                     | 介紹 |
| 雷（雷蒙） （ ） | 南翔太   | 沈达威（中国大陆公映版） | 本作主角，同時也是《超級銀河大怪獸格鬥》的主人公，一位持有神秘道具格鬥儀並可以自由操控怪獸的神秘青年。 在舊作《大怪獸格鬥》登場時就失去記憶，只記得要和其他怪獸戰鬥，最初與盤龍號小隊不合，但加入小隊後逐漸變得為他人著想，也會為了保護他人而戰，真實身分是繼承雷布拉德星人遺傳因子的屬於人類的雷奧尼克斯。凱特的弟弟。 在本作中意外與滿身創傷的超人力霸王梅比斯相遇，在得知光之國遭到毀滅性的破壞和貝利亞的復活後，則樂意協助梅比斯等人一同對付貝利亞。 在怪獸墓場時曾一度受到雷布拉德星人的遺傳因子影響，在貝利亞的驅使下變成了雷蒙的爆裂模式，但是在ZAP隊員們的援助下則回復意識，終聯手打敗了貝利亞變成的百體怪獸貝琉多拉，拯救了光之國後繼續和隊員們在宇宙旅行。 |
| 日向浩 （ ）     | 小西博之 | 程玉珠（中国大陆公映版） | 盤龍號運輸小隊的船長。 要求部下稱他為（BOSS），是經歷過宇宙各種冒險經驗豐富的男人。 平時為了領導隊員而保持冷靜但當隊員陷入危險就會變成莽撞衝動奮不顧身，是為關心隊員的好長官。 在本作為了尋找被梅比斯帶走的雷而和隊員們在宇宙前行，在得到飛鳥的幫助下到達了怪獸墓場，並全力援助雷和超人戰士們。最終聯手打敗了貝利亞變成的百體怪獸貝琉多拉，拯救了光之國後繼續和隊員們在宇宙旅行。 |
| 榛名純 （ ）     | 上良早紀 | 詹佳（中国大陆公映版）   | 盤龍號的女性副船長，為日向第一把交椅的優秀飛行員，十分講求規則紀律是十分嚴厲的人， 擁有身為副船長的責任感，當初對身分不明的雷並不信任，但經歷過一段時間共患難後已把雷當成夥伴。 在本作為了尋找被梅比斯帶走的雷而和隊員們在宇宙前行，在得到飛鳥的幫助下到達了怪獸墓場，並全力援助雷和超人戰士們。最終聯手打敗了貝利亞變成的百體怪獸貝琉多拉，拯救了光之國後繼續和隊員們在宇宙旅行。 |
| 隱岐恆一 （ ）   | 八戶亮   | 徐刚（中国大陆公映版）   | 盤龍號的隊員之一，在大學時代是專攻怪獸生物學，所以對怪獸十分了解。 只要一看到怪獸就能馬上知道它是什麼怪獸，對各種怪獸的特性和弱點十分了解，比起對怪獸的恐懼心，好奇心更強但因此常常捲入危險中，是首次參加宇宙航行任務的新手。 在本作為了尋找被梅比斯帶走的雷而和隊員們在宇宙前行，在得到飛鳥的幫助下到達了怪獸墓場，並全力援助雷和超人戰士們。最終聯手打敗了貝利亞變成的百體怪獸貝琉多拉，拯救了光之國後繼續和隊員們在宇宙旅行，其中在到達光之國後則顯露著相當興奮的情緒。 |
| 熊野正彥 （ ）   | 俊藤光利 | 桂楠（中国大陆公映版）   | 是能夠將廢鐵變成新裝備的優秀工程師，是身經百戰的勇士隊日向而閒適猶如魔法師般可靠的存在。 個性豪放磊落，是心地善良的大力士，對機械十分熱情和隱岐是好朋友，負責盤龍號的維修工作逃出博利斯星的中責大任都扛在他肩上。 在本作為了尋找被梅比斯帶走的雷而和隊員們在宇宙前行，在得到飛鳥的幫助下到達了怪獸墓場，並全力援助雷和超人戰士們。最終聯手打敗了貝利亞變成的百體怪獸貝琉多拉，拯救了光之國後繼續和隊員們在宇宙旅行。 |
| 春野武藏 （ ）   | 杉浦太陽 | 谢添天（中国大陆公映版） | 客串角色，與ZAP隊員視訊通話的通訊員。 在另一個世界（《超人力霸王高斯》），則是可變身成高斯的TEAM EYES隊員。 |

### 超人力霸王戰士的變身者
| 角色             | 演員       | 配音                   | 介紹 |
| 日比野未來 （ ） | 五十嵐隼士 | 吴磊（中国大陆公映版） | 超人力霸王梅比斯的人間體，同時也是2006年作品《超人力霸王梅比斯》的主人公。 是M78星雲光之國的年輕戰士，在《超級銀河大怪獸格鬥》前的好幾百年前曾受到超人之父的託付成為保護地球的戰士，在貝利亞進攻光之國時和其戰士們一起聯手對付貝利亞但依然不敵。 因被貝利亞扔到宇宙中而逃過一劫，隨後在超人力霸王和七號的囑託下找來同樣擁有雷布朗多遺傳因子的雷，請其協助對付貝利亞。 後來和超人力霸王和七號從火花塔得到最後的光、取回變身的能力後，和雷一起趕到了怪獸墓場，欲奪回能量核，但在與貝利亞的怪獸軍團戰鬥中陷入了困境。然而後來傑洛加入戰場後形勢發生逆轉。最後和趕來助戰的雷歐兄弟、帝納以及ZAP等聯手打敗了貝利亞變成的百體怪獸貝琉多拉，奪回能量核、拯救了光之國，在結局則向飛鳥和ZAP一行人告別。                                                                                      |
| 早田進 （ ）     | 黑部進     | 刘钦（中国大陆公映版） | 超人力霸王的人間體，同時也是1966年作品《超人力霸王》的主人公。 是M78星雲光之國超人兄弟的一員，過去曾是保護地球的戰士。 在貝利亞進攻光之國時雖與佐菲和七號一起聯手對付貝利亞但依然不敵，最終因和超人力霸王施展防護罩而從劇烈的寒冰中倖存下來，並依靠著膠囊怪獸與前來攻擊的宇宙人作戰， 後來和七號和梅比斯從火花塔得到最後的光後，ZAP的雷一起趕到了怪獸墓場進行決戰，但在與100頭怪獸的戰鬥中陷入了苦戰。 然而後來傑洛加入戰場後形勢發生逆轉。最後和趕來助戰的雷歐兄弟、帝納以及ZAP等聯手打敗了貝利亞變成的百體怪獸貝琉多拉，奪回能量核、拯救了光之國，在結局則向飛鳥和ZAP一行人告別。 |
| 諸星彈 （ ）     | 森次晃嗣   | 倪康（中国大陆公映版） | 超人七號的人間體，同時也是1967年作品《超人七號》的主人公。 是M78星雲光之國超人兄弟的一員，過去曾是保護地球的戰士。 在貝利亞進攻光之國時雖與佐菲和超人力霸王一起聯手對付貝利亞但依然不敵，最終因和超人力霸王施展防護罩而從劇烈的寒冰中倖存下來，並依靠著膠囊怪獸與前來攻擊的宇宙人作戰， 後來和超人力霸王和梅比斯從火花塔得到最後的光後，ZAP的雷一起趕到了怪獸墓場進行決戰，但在與100頭怪獸的戰鬥中陷入了苦戰。因遭到貝利亞重創而倒下，並在死前將頭冠發射到K72星球將信號告知給兒子傑洛，並使其前來幫助他們打敗了貝利亞。 最終在戰鬥結束後復活，在光之國恢復了平靜後終於和傑洛相認。 |
| 飛鳥真 （ ）     | 鶴野剛士   | 海帆（中国大陆公映版） | 超人力霸王帝納的人間體，同時也是1997年作品《超人力霸王帝納》的主人公。 是來自另一個宇宙「Neo Frontier Space」的人類，過去因在宇宙空間中被神秘的光包圍，隨後在火星上的戰鬥中與「光」結合，因而獲得變身成光之巨人的能力。 在電視版結局因未能及時逃離黑洞而生死未卜，然而在本作則證實成功穿越黑洞到達異世界，並有了穿梭平行時空的能力，並在平行宇宙中四處旅行、對戰邪惡的怪獸，被稱為「傳說的英雄」。 在本作中穿越至光之國宇宙，並擊敗黃金龍解救了ZAP的隊員們，後將他們送往怪獸墓場援助雷和奧特曼們。幫助了與怪獸軍團苦戰的超人力霸王和梅比斯，與他們一起抗擊貝利亞。。 然而後來傑洛加入戰場後形勢發生逆轉。最後和趕來助戰的雷歐兄弟、帝納以及ZAP等聯手打敗了貝利亞變成的百體怪獸貝琉多拉，奪回能量核、拯救了光之國，在結局離開光之國，並送ZAP的隊員們返航後，著繼續自己未完成的旅程。 |

## 登场奥特曼
超人力霸王貝利亞（Ultraman Belial，ウルトラマンベリアル，贝利亚奥特曼）
配音:刘风（中国大陆公映版）
本作登場的敵役角色，過去曾是「宇宙警備隊」的成員,同時與超人之父（健）為過去的戰友關係。因對「Plasma Spark Tower」的力量有異心，企圖取得核心。
但是反而被核心的能力吞噬，被光之國流放後遇到雷布拉德星人，並對其身體強逼進行入侵加以操控，並獲得百萬格鬥儀，變成最強的邪惡戰士，挑起「貝利亞之亂」。
最後由超人尊王親手將其關入宇宙牢獄，但後來他從扎拉布星人的幫助下逃脫,並重奪“百萬格斗儀”（有操縱一百頭以上怪獸的能力），向光之國復仇。
名字來源於《失樂園》中登場的墮落天使彼勒。
超人力霸王傑洛 （Ultraman Zero，ウルトラマンゼロ，赛罗奥特曼）
配音:谢添天（中国大陆公映版）
本作首次登場的全新超人力霸王戰士，是超人七號的儿子。
雖然個性氣勢凌人，卻十分重視親情。整體以紅色和藍色為身體基調。年少時是被認為最有潛質的戰士，過去與貝利亞一樣，對「Plasma Spark Tower」的力量存有異心。
在接近核心前的一剎那被父親Seven阻止，因此被剔除戰士資格並放逐到K76星球，其後被配上裝甲，封印力量，由雷欧·奥特曼親自執教，重新訓練,最後則憑一人之力成功打倒了貝利亞。
宇宙警備隊訓練生
分為紅族、銀族及藍族，並沒有配上計時器的超人力霸王。此外，「宇宙牢獄」的獄卒則是由訓練生擔任。
光之國市民
同樣分為紅族、銀族及藍族，沒有配上計時器。

### 超人兄弟
- （Ultraman）
- 佐菲 （Zoffy）
- （Ultra Seven）
- （Ultraman Jack）
- （Ultraman Ace）
- （Ultraman Taro）
- （Ultraman Leo）
- 阿斯特拉 （Astra）
- （Ultraman Eighty）
- （Ultraman Mebius）
- 超人力霸王希卡利 （Ultraman Hikari）

### 重要戰士角色
- 超人力霸王之父/ 超人力霸王健 （Father of Ultra / Ultraman Ken）
- 超人力霸王之母/ 超人力霸王瑪莉 （Mother of Ultra / Ultrawoman Marie）
- （Ultraman King）
- 尤莉安 （Yullian）

### 其他登場戰士
- 超人力霸王史考特 （Ultraman Scott）
- 超人力霸王察克 （Ultraman Chuck）
- 超人力霸王貝斯 （Ultrawoman Beth）
- 超人力霸王葛雷 （Ultraman Great）
- 超人力霸王帕瓦德 （Ultraman Powered）
- 超人力霸王涅歐斯（Ultraman Neos）
- 超人七星俠21（Ultra Seven21）
- 超人力霸王馬克斯（Ultraman Max）
- 超人力霸王Xenon （Ultraman Xenon）
- 超人力霸王男孩 （Ultraman Boy）

### Neo Frontier Space
- （Ultraman Dyna）

### 超人力霸王战士的友方怪獸

#### 雷的搭擋怪獸
- 古代怪獸 哥莫拉
- 原始怪鳥 利特拉

#### 諸星·团 (ULTRA SEVEN)的膠囊怪獸
- 膠囊怪獸 烏英達姆
- 膠囊怪獸 米克拉斯
- 膠囊怪獸 阿基拉

#### 其他友方怪獸
- 友好珍獸 皮古蒙

### 序盤登場的怪獸及宇宙人
- 宇宙怪獸 貝姆拉
- 凶恶宇宙人 扎拉布星人
  - 偽·奥特曼
- 變身怪獸 扎拉加斯

### 超人力霸王贝利亚召喚與使役的怪獸與宇宙人

#### 光之國襲擊雷與未來的怪獸
- 彗星怪獸 德拉可
- 宇宙大怪獸 貝蒙斯坦
- 再生怪獸 薩拉曼德拉

#### 超人力霸王贝利亚的使役怪獸
- 暗黒星人 夏普雷星人
- 用心棒怪獣 布莱克王

#### 宇宙空間襲擊的宇宙人與怪兽
- 变身怪人 積顿星人
- 宇宙竜 娜斯

#### 怪獸墓場與雷對決的敵人
- 三面怪人 达达
- 暗殺宇宙人 納古爾星人
- 佩劍暴君 馬格馬星人
- 暗黒星人 巴巴爾星人

#### 怪獸墓場的怪獸與宇宙人軍團
- 古代怪獸 哥美斯
- 宇宙忍者 巴爾坦星人
- 磁力怪獣 安東拉
- 骷髅怪獣 紅王
- 地底怪獣 馬古拉
- 地底怪獣 鐵列斯頓
- 宇宙恐龙 積顿
- 宇宙怪獣 艾雷王
- 幻覚宇宙人 梅特隆星人
- 分身宇宙人 卡茲星人
- 凶暴怪獣 阿斯特隆
- 岩石怪獣 薩多拉
- 地底怪獣 古東
- 古代怪獸 双尾獸
- 导弹超獣 貝羅庫隆
- 一角超獣 巴克西姆
- 蛾超獣 德拉哥利
- 満月超獣 爾納祈克斯
- 火山怪鳥 巴頓
- 百足怪獣 姆可電達
- 極悪宇宙人 天佩拉星人
- 暴君怪獣 泰蘭特
- 宇宙海人 巴爾基星人
- 圆盤生物 諾巴
- 硫酸怪獣 霍
- 超古代怪獣 火炎哥爾札
- 奇獣 眼Q
- 悪魔的獣 加爾貝洛斯
- 兩棲類的獣 府洛古洛斯
- 節肢動物的獣 磐皮拉
- 宇宙凶険怪獣 凱爾比姆
- 宇宙礫岩怪獣 古洛舞妬
- 巨大魚怪獣 索阿姆爾祈
- 光波宇宙人 利府礼苦妬星人
- 土塊怪獣 安古羅斯
- 宇宙三面魔像 邪主拉陰
- 宇宙有翼怪獣 阿利給拉
- 円盤生物 洛貝爾加二世
- 宇宙機器人 金古橋黑
- 海獣 王者葛斯拉
- 双頭怪獣 王者龐頓
- 地獄星人 超希波里特星人
- 超力怪獣 王者哥爾德拉斯
- 剛力怪獣 王者西爾巴剛
- 實力派中堅藝人 不裂遮星人

## 演員表

#### 登場演員
- 雷（雷蒙） - 南翔太
- 日向浩 - 小西博之（日语：小西博之）
- 榛名純 - 上良早紀（日语：上良早紀）
- 隱岐恆一 - 八戶亮（日语：八戶亮）
- 熊野正彥 - 俊藤光利（日语：俊藤光利）
- 日比野未來 - 五十嵐隼士
- 早田進 - 黑部進
- 諸星彈 -  森次晃嗣
- 飛鳥真 - 鶴野剛士
- 武藏 - 杉浦太陽
- 光之國的居民 - 内山守（日语：内山まもる）、古谷敏、大西雅樹（日语：大西雅樹）、岩上弘数（日语：岩上弘数）

#### 聲配
- 超人力霸王貝利亞：宮迫博之
- 超人力霸王傑洛：宮野真守
- 雷布拉德星人：蝶野正洋
- 佐菲：田中秀幸
- 超人力霸王杰克：團時朗
- 超人力霸王衛司：高峰圭二
- 超人力霸王太郎：石丸博也
- 超人力霸王雷歐：真夏龍
- 超人力霸王80：山本修（日语：山本修）
- 超人力霸王希卡利：難波圭一
- 超人力霸王之父：西岡徳馬（日语：西岡徳馬）
- 超人力霸王之母:長谷川理惠（日语：長谷川理惠）
- 超人力霸王尊王：小泉純一郎
- 札拉布星人／偽冒超人：青野武
- 傑頓星人：永倉大輔
- 夏普雷星人：川下大洋

## 主題曲
- 「星のように…」

作詞 - MISIA / 作曲 - Shinkiroh / 編曲 - 重実徹 / 歌 - MISIA

## 製作團隊
製作：大怪獣バトル ウルトラ銀河伝説」製作委員会

（圓谷製作、萬代、萬代影視、萬代南夢宮遊戲、電通、電通テック、小学館、dwango、TYO、华纳兄弟）
- 監督：坂本浩一
- 動作監督：野口彰宏
- 劇本：岡部淳也、樫原辰郎、小林雄次
- 音樂：邁克·維爾塔（MICHAEL VERTA）
- 美術：大澤哲三
- 裝飾：山下順弘
- 撮影：古谷巧
- 照明：齋藤勝範
- 編集：今井大介
- 編集製作人 - 掛須秀一
- 製作人  - 岡川晃基
- 音楽製作人- 田靡秀樹（rooM78)、谷川寛人（リズメディア）
- 電線特技協調員- 川澄朋章
- 電影特技協力 - 小池達朗、岡野弘之
- 視覺特效監製：岡部淳也
- 造形・特效：ビルドアップ (企業)|ビルドアップ
- 製片：岡川晃基
- 特效製作：桑原崇
- 特效主任：子安肇
- 特殊造形製作：潤淵隆文
- 特殊造形：品田冬樹、高橋勇也
- 人物設定：後藤正行、木谷太士朗
- 電影攝影室：IMAGICA
- 工作室：日活撮影所

## 外傳
《超銀河傳說外傳 超人力霸王傑洛 VS 暗黑獨眼巨人傑洛》(日語：ウルトラ銀河伝説外伝 ウルトラマンゼロVSダークロプスゼロ )是由圓谷製作所攝製的特攝電視劇，於2010年11月26日、12月22日以非戲院首映形式播出。共2話。

### 概要
本部作品屬《大怪獸格鬥 超銀河傳說 THE MOVIE》外傳，同時也是赛罗·奥特曼 THE MOVIE 超决战！贝利亚银河帝国的序章作品。

### 故事大綱
某日，ZAP SPACY收到了求救信號，雷和日向隊長兩人迅速駕駛盤龍號前往，但卻被吸進扭曲空間。降落在扭曲空間的一顆小行星「切尼」上。-
在那裡，他們不僅遇到了另一個自己，而且還見到了與薩羅梅星人派來的機械超人五兄弟，和機械哥莫拉展開生死戰鬥的超人力霸王傑洛的雄姿！
原來，在這個星球上，薩洛梅星人正在進行秘密試驗，令所有次元的聯繫都集結在一起。雷召喚哥莫拉迎戰機械哥莫拉不敵，正當危急之際，超人力霸王傑洛出現營救。而為了計劃的繼續進行，薩洛梅星人啟動了黑暗獨眼巨人傑洛...

### 登場人物

#### 演員表
- 雷（雷蒙）-南翔太（日语：南翔太）
- 日向浩 - 小西博之（日语：小西博之）
- 熊野正彥 - 俊藤光利（日语：俊藤光利）
- 薩洛梅星人海洛蒂亞 -宮下友美
- 海洛蒂亞的助手 -寺井大介（日语：寺井大介）（イラテ）、-末永博志（日语：末永博志）（ガナエス）

皮套演員
- 超人力霸王傑洛 - 岩田栄慶
- 超人力霸王雷歐 - 力丸佳大
- 黑暗獨眼巨人傑洛 - 福島龍成
- 哥莫拉 - 横尾和則
- 機械超人五兄弟 - 寺井大介、福田大助

其他 - 末永博志、福田憲文、大村正弘、新井宏幸、飯田祐子、丸田聡美
聲配
- 超人力霸王傑洛 - 宮野真守
- 超人力霸王雷歐 - 真夏竜（日语：真夏竜）

製作人員
- 監督：岡秀樹
- 脚本：荒木憲一
- 製作：大岡新一
- 製作統括：隠田雅浩
- 企画：岡崎聖、濵田健二
- プロデューサー：渋谷浩康、仲吉治人
- 協力プロデューサー：小山信行
- プロダクションスーパーバイザー：上原英和
- VFXスーパーバイザー：鹿角剛司
- 音楽・整音：上田靖博
- 撮影：富田伸二
- 照明：佐藤才輔
- 助監督：冨田卓
- 殺陣：岡野弘之
- 編集：松木朗
- 角色設計：後藤正行
- 制作：円谷プロダクション・バンダイビジュアル